# Suore francescane immacolatine
Le Suore Francescane Immacolatine sono un istituto religioso femminile di diritto pontificio: le suore di questa congregazione pospongono al loro nome la sigla S.F.I.

## Storia
La congregazione fu fondata l'8 dicembre 1881 a Pietradefusi dal frate cappuccino Ludovico Acernese con l'approvazione del ministro provinciale dell'ordine e dell'arcivescovo di Benevento.
Le prime suore seguivano la regola del terz'ordine francescano e aprirono a Pietradefusi una scuola, un educandato e un laboratorio: il sodalizio fu approvato come istituto religioso di diritto diocesano da Agostino Mancinelli, arcivescovo di Benevento, l'8 dicembre 1945.
Nel periodo tra la prima e la seconda guerra mondiale le francescane immacolatine si diffusero in varie regioni d'Italia e nel 1950 aprirono le loro prime missioni in Brasile.
L'istituto, aggregato all'Ordine dei frati minori cappuccini dal 2 aprile 1947, ricevette il pontificio decreto di lode il 18 marzo 1950.

## Attività e diffusione
Le suore si dedicano all'istruzione e all'educazione cristiana della gioventù e alla cura degli orfani.
Oltre che in Italia, sono presenti in Australia, Brasile, Filippine, India e Indonesia; la sede generalizia è a Pietradefusi.
Alla fine del 2008 la congregazione contava 200 religiose in 30 case.